# Basilikon Doron
Le Basilikon Doron (locution grecque signifiant littéralement : Le don royal) est un essai prenant la forme d'un manuel d'instructions rédigé par le roi Jacques VI d'Écosse (18 juin 1566 - 27 mars 1625) à l’intention de son fils le prince Henry Stuart (1594-1612). Publié une première fois à sept exemplaires à Édimbourg en 1599, il est réédité en 1603 à Londres, où des milliers d'exemplaires en sont alors vendus.

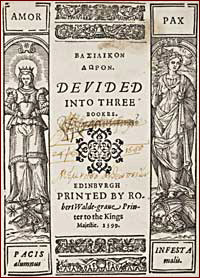

## Résumé
Divisé en trois parties, ce livre est conçu dans la tradition du miroir des princes : il est destiné à enseigner les devoirs d'un roi chrétien au jeune prince.
- Le premier Livre traite des devoirs religieux et enjoint au prince de bien étudier les Écritures afin de marcher sur les traces du Christ et de montrer l'exemple à son peuple.

- Le deuxième Livre s'attache à brosser le portrait de ce que doit être un bon roi, par opposition au tyran. Comme dans The Trew Law of Free Monarchies (1598), le roi Jacques y revendique le droit divin des rois.

- Le troisième Livre s'intéresse aux « choses indifférentes », telles que la manière de s'habiller, de manger, de se comporter en public etc.

Lorsque le livre fut réédité en 1603, le roi y ajoute une « Préface au Lecteur » dans laquelle il se défend contre les critiques suscitées l'ouvrage de la part des puritains et de ceux qui l'accusaient de vouloir venger sa mère, Marie Stuart.